# Cantó d'Armentières

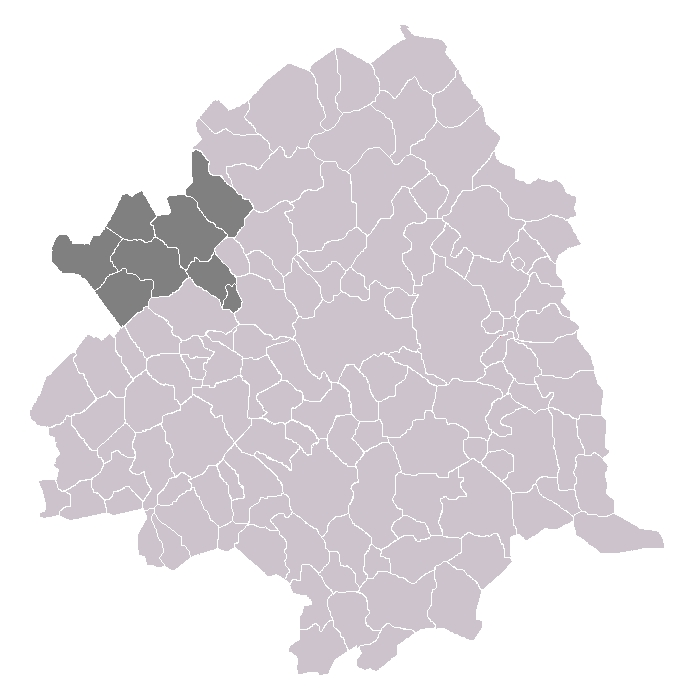
Cantó d'Armentières

El cantó d'Armentières és una divisió administrativa francesa, situada al departament del Nord i la regió dels Alts de França.

## Composició
El cantó de Armentières comprèn les comunes de:
- Armentières
- Bois-Grenier
- Capinghem
- Erquinghem-Lys
- Frelinghien
- Houplines
- La Chapelle-d'Armentières
- Prémesques

## Història
| Date d'elecció                        | Identitat          | Partit |
| ------------------------------------- | ------------------ | ------ |
| 2004-                                 | Bernard Hasebrouck | PS     |
| Les dades anteriors no són conegudes. |                    |        |
|                                       |                    |        |

## Demografia
| 1962 | 1968   | 1975   | 1982   | 1990   | 1999   | 2006   |
| ---- | ------ | ------ | ------ | ------ | ------ | ------ |
| -    | 46.601 | 48.449 | 49.355 | 51.684 | 52.872 | 52.623 |